# Альмуния, Хоакин
Хоаки́н Альмуни́я Ама́нн (исп. Joaquín Almunia Amann; род. 17 июня 1948, Бильбао) — испанский и европейский политик. Занимал многочисленные посты в правительстве Испании и в Европейской комиссии; с 9 февраля 2010 года по 1 ноября 2014 года — вице-председатель Европейской комиссии и комиссар по вопросам конкуренции.
Окончил иезуитский Университет Деусто, где изучал право и экономику. Позднее также учился в Парижском и Гарвардском университетах. В 1976—1979 годах был главным экономистом крупного профсоюза «Всеобщий союз трудящихся», близкого к социалистам. В 1979 году был избран в Генеральные кортесы Испании от социалистов. Занимал посты министра труда и социальных вопросов и министра государственного управления в период 1982—1991 годов. В 1997 году был избран председателем Испанской социалистической рабочей партии. На выборах 2000 года был кандидатом на пост премьер-министра, однако социалисты уступили Народной партии, и вскоре Альмуния ушёл в отставку.
24 апреля 2004 года Альмуния был назначен европейским комиссаром по вопросам экономики и денежной политики. 9 февраля 2010 года в новом составе комиссии Жозе Мануэла Баррозу занял пост комиссара по вопросам конкуренции, а также стал одним из вице-председателей ЕК.